# Erwin Schenk
Erwin Schenk (1907-1975) est un géologue allemand. Spécialiste du permafrost et de la résistance des sols en milieu polaire, il publia de nombreux articles sur le sujet.

## Biographie
Erwin Schenk naît le 25 avril 1907 à Metz en Lorraine. Après une scolarité classique et un Abitur, Schenk s'oriente vers les Sciences de la Terre. En 1936, alors qu'il termine ses études doctorales en géologie, il participe, avec le météorologue Hans Koch et le biologiste Wilhelm Jung, à une expédition sur le Spitzberg.
L'expédition, qu'il relate dans un article de la revue Polarforschung, est dirigée par le géographe Wilhelm Dege (de), qui sera plus tard responsable de l'« Opération Haudegen » dans l'archipel du Svalbard. De 1936 à 1939, Schenk est membre de la Preußische Geologische Landesanstalt, une institution scientifique prussienne, vouée à l'étude géologique et à la cartographie de la Prusse.
Après la guerre, Erwin Schenk poursuit ses recherches sur la résistance des sols et le permafrost, publiant régulièrement des articles et participant à des colloques internationaux organisés autour du sujet.
Erwin Schenk décéda en 1975.

## Publications
- Der Zusammenbruch von Baugruben und Boeschungen infolge der Frosteinwirkung , Felsmechanik und Ingenieur-geologie; 3, n 3-4, 1965 (p 103-112)
- Die geologischen Erscheinungen der Subfusion des Basaltes, Hess. Landesamt f. Bodenforschung, Wiesbaden, 1964.
- Protokoll uber das bodenkundliche Kolloquium am 16.1.1958, Institut F; bodenkunde Universität Bonn, 1961
- Die Mechanik der periglazialen Strukturböden, Hess. Landesamt f. Bodenforschung, 13, Wiesbaden, 1955
- Die periglazialen Strukturbodenbildungen als Folgen der Hydratations vorgange im Boden" Eiszeitalter und Gegenwart, vol. 6, Ohringen/Wurtt. , 1955.
- Ergebnisse geomagnetischer Untersuchungen im Braunkohlengebiet des Stellberges bei Kassel, Notizbl. Hess. L-A Bodenforsch, Wiesbaden, 1951
- Die Tektonik der mitteldevonischen Kalkmuldenzone in der Eifel , in Jahrbuch d. Preuß. Geol. Landesanst, vol 58, Berlin, 1937.
- Bericht über die Spitzbergen-Expedition Deutscher Studenten 1936, in Polarforschung, 7, Kiel, 1937.
- Zusammenhang von Bruchbildung und Faltung im Rheinischen Schiefergebirge, in Glueckauf, 70, n° 46, 1934 (pp 1089-1093).

## Sources
- Schenk, Erwin sur kalliope-verbund.info
- Schenk, Erwin sur deutsche-biographie.de